# Epsilon
Das Epsilon (Majuskel Ε, Minuskel ε oder ϵ) ist der 5. Buchstabe des griechischen Alphabets und hat nach dem milesischen System den Zahlwert 5.

## Herkunft
Das Zeichen E kommt ursprünglich vom phönizischen Buchstaben „he“ und wurde von den Griechen für den Vokal „e“ verwendet. Der Name „e psilón“ (griechisch ἔ ψιλόν; neugriechisches Neutrum [Dimotiki] Έψιλον) bedeutet „bloßes“ oder „einfaches e“ (gegenüber der Buchstabenkombination αι, die seit der hellenistischen Zeit den gleichen Lautwert wie das einfache ε hat).

## Verwendung
- In der Lautschrift steht das Epsilon für einen ungerundeten halboffenen Vorderzungenvokal (offenes e).
- In der Mathematik dient {\displaystyle \varepsilon } zur Bezeichnung einer beliebig kleinen Zahl größer als null. Eine solche Zahl wird in der Analysis bei der Definition von Grenzwerten wie Supremum und Infimum benötigt. Dieses Gebiet wird deshalb auch als „Epsilontik“ bezeichnet.
- In Teilbereichen der Mathematik beschreibt {\displaystyle \varepsilon (x)} eine Heaviside-Funktion,
- und in der Tensorrechnung bedeutet {\displaystyle \varepsilon } das Levi-Civita-Symbol.
- Mathematiker und Astronomen verwenden {\displaystyle \varepsilon } (neben e) für die numerische Exzentrizität einer Ellipse oder Ellipsenbahn.
- In der Astronomie ist ε
  - meist der viert- bis sechsthellste Stern im jeweiligen Sternbild, wie Alioth = ε Ursae Majoris (die „Deichsel des Großen Wagens“)
  - und die nähere Bezeichnung zweier Meteorströme (Epsilon-Geminiden und Epsilon-Perseiden)
- In der Raumfahrt gibt es die Rakete Epsilon als Bestandteil der Serie von japanischen Feststoffraketen
- In der Geometrie und der Geodäsie verwendet man {\displaystyle \varepsilon } oft für einen kleinen Winkel oder eine spezielle Winkeldifferenz, und
- in der Ausgleichsrechnung für den zu minimierenden Fehler einer Messgröße.
- In der Informatik steht das kleine Epsilon ({\displaystyle \varepsilon }) für ein leeres Wort.
- In der Medizin sind ε-Zellen[1] Ghrelin-produzierende Zellen im endokrinen Pankreas.
- In der Physik bezeichnet {\displaystyle \varepsilon } die Permittivität, die Leistungszahl und den Emissionsgrad.
- In der Technischen Mechanik steht es für die Dehnung (Elongation),
- und bei Verbrennungsmotoren für das Verdichtungsverhältnis.
- In der Chemie bezeichnet das kleine Epsilon den Extinktionskoeffizienten.
- In der Volkswirtschaftslehre verwendet man {\displaystyle \varepsilon } oft für die Einkommenselastizität (analog zu {\displaystyle \eta } für generelle Elastizität) sowie für den realen Wechselkurs, definiert durch:
{\displaystyle \varepsilon } = nomineller Wechselkurs × Preisniveau im Inland / Preisniveau im Ausland.
- Als Zeichen „3“ (umgekehrtes Epsilon) ist es das Konformitätszeichen für die Übereinstimmung mit der EG-„Richtlinie 75/324/EWG des Rates“ – Angleichung der Rechtsvorschriften der Mitgliedsstaaten über Aerosolpackungen aus 1975, geändert 1980 und 1994. Siehe auch technische Regel Druckgas TRG300 der BRD über Druckgaspackungen und Konformitätserklärung des Herstellers von Druckgeräten mit mehr als geringem Druckgefahrenpotential (Zeichen CE).
- Als europäischer Konformitätshinweis auf Hochdruck-Gasflaschen (in die Stahl-Schulter eingestempelt) erleichtert es, dass z. B. in einem EU-Staat geprüfte Druckluft- oder Sauerstoffflaschen auch in einem anderen EU-Land gefüllt werden – gemäß Normen, die 2006 verbindlich wurden
- als „Ɛx“ (E in Form eines großen kleinen Epsilons) im umschriebenen Sechseck steht es für Geräte, die für explosionsgefährliche Umgebungen tauglich sind.

## Darstellung in Computersystemen
Das griechische Alphabet ist in Unicode im Block „Griechisch und Koptisch“ (U+0370 bis U+03FF) abgebildet. Für das kleine Epsilon gibt es dort zusätzlich eine sichelförmige Schreibvariante. In HTML haben der Standardbuchstabe und diese Variante die Namen „epsilon“ und „varepsilon“. Verwirrenderweise ist es in TeX gerade umgekehrt.
| Zeichen                      | Unicode  | Unicode                     | HTML         | TeX         |
| Zeichen                      | Position | Bezeichnung                 | HTML         | TeX         |
| ---------------------------- | -------- | --------------------------- | ------------ | ----------- |
| ε (regulärer Kleinbuchstabe) | U+03BF   | greek small letter epsilon  | &epsilon;    | \varepsilon |
| ϵ (sichelförmiges Symbol)    | U+03F5   | greek lunate epsilon symbol | &varepsilon; | \epsilon    |